# Thorsten Sigstedt
Thorsten Sigstedt, född 1884 i Stockholm, död 3 december 1963 i Bryn Athyn, Pennsylvania, USA, var en svensk amerikansk bildhuggare. 
Han var gift med Cyriel Odhner. Sigstedt utbildade sig till bildhuggare under sju års tid för en mästare i Jönköping och på sin fritid studerade han konst i allmänhet. Han fortsatte därefter sina studier i Berlin, Hamburg, Köpenhamn och med ett statligt stipendium studerade han ett år i Paris. Efter sina studier öppnade han en verkstad i Stockholm där han 1923 utförde alla träsniderier till byggandet av repliken av Chapmans kungaslup Vasaorden. Han gjorde även ritningarna till två korskranksprydnader för Katarina kyrka i Stockholm. Han utvandrade till Amerika 1928 och bosatte sig först i Allentown  innan han slutligen slog sig ner i Bryn Athyn inte så långt från Philadelphia. Bland hans många arbeten i USA märks ett flertal helfigurer i stora format, reliefer, paneler för kyrkor och kapell. Under första hälften av 1950-talet utförde han ett 40-tal bildhuggeriarbeten i naturlig storlek vid den nyuppförda domstolsbyggnaden i Pennsylvanias huvudstad Harrisburg. En grupp som han skapade för Foundry Methodist Church i Washington visar Kristus omgiven av lärjungarna, klädda i moderna kläder, och för Swedish Historical Museum i Philadelphia skapade han en grupp med pionjärmotiv.